# Прокоф'єв Олексій Макарович
Олексій Макарович Прокоф'єв (20 травня 1900, фортеця Новогеоргіївськ Варшавського повіту Варшавської губернії, тепер Польща — 1976, місто Москва, тепер Російська Федерація) — радянський діяч, заступник голови Ради міністрів РРФСР, міністр паливної промисловості РРФСР, голова Ради народного господарства Смоленського економічного адміністративного району. Депутат Верховної ради РРФСР 2—5-го скликань. 

## Життєпис
Учасник громадянської війни в Росії.
Член РКП(б) з 1919 року.
Перебував на відповідальній господарській роботі.
У вересні 1942 — 22 листопада 1947 року — народний комісар (з 1946 року — міністр) паливної промисловості Російської РФСР.
22 листопада 1947 — 25 травня 1953 року — заступник голови Ради міністрів Російської РФСР.
25 травня 1953 — червень 1954 року — 1-й заступник міністра місцевої та паливної промисловості Російської РФСР.
У червні 1954 — 10 липня 1957 року — міністр паливної промисловості Російської РФСР.
1 червня 1957 — 25 грудня 1962 року — голова Ради народного господарства Смоленського економічного адміністративного району.
Подальша доля невідома. Потім — персональний пенсіонер.
Помер 1976 року.

## Нагороди
- орден Леніна
- два ордени Трудового Червоного Прапора
- медалі